# مسابقة الأغنية الأوروبية 1969
مسابقة الاغنية الاوربية 1969 كانت مسابقة الأغنية الأوروبية 1969 هي النسخة الرابعة عشر من مسابقة الأغنية الأوروبية السنوية. وجرت في مدريد عاصمة إسبانيا بعد فوز البلاد في مسابقة 1968 مع أغنية «لا ، لا ، لا» من قبل ماسييل.

## نبذة
كانت هذه هي المرة الأولى التي تستضيف فيها إسبانيا المسابقة بعد 9 سنوات من بدء البطولة. ونظمت المسابقة من قبل الاتحاد الإذاعي الأوروبي والمذيع المضيف تلفزيون إسبانيولا ، وعقدت المسابقة في تياترو ريال يوم السبت 29 مارس/آذار 1969 واستضافتها لوريتا فالينزويلا.
وبلغ عدد الدول المشاركة ستة عشر دولة في المسابقة على الرغم من مشاركة النمسا في العام السابق إلا أنها كانت غائبة عن عام 1969.
شارك في المسابقة أربعة فائزين: المغنية البريطانية "lulu" بأغنية " Boom Bang-a-Bang " وكانت بالمركز الثاني المغنية الأسبانية "Salomé" بأغنية "Vivo cantando" ثم تلتها بالمركز الثالث المغنية الهولندية "Lenny Kuhr" بأغنية "De troubadour" وأما بالمركز الرابع كانت هي المغنية الفرنسية "Frida Boccara" بأغنية "Un jour, un enfant"
وكانت هذه هي المرة الأولى التي يحدث فيها التعادل ، وبما أنه لم تكن هناك قوانين متعلقه  بالاحتمالات في ذلك الوقت لتغطية مثل هذا الاحتمال ، فقد تم إاعلان فوز جميع البلدان الأربعة المشتركة. وقد نالت فرنسا في هذه النسخة الفوز الرابع لها، وبذلك أصبحت أول دولة تفوز بالمسابقة أربع مرات. وكان فوز هولندا هو الثالث لها. وفاز كل من إسبانيا والمملكة المتحدة للمرة الثانية. وكانت هذه هي المرة الأولى التي يفوز فيها أي بلد (إسبانيا ، في هذه الحالة) لعامين متتاليين. هذه هي المناسبة الوحيدة حتى الآن التي استضافت فيها إسبانيا المسابقة ،و بالإضافة إلى فوزها الأخير حتى الآن.

## الموقع

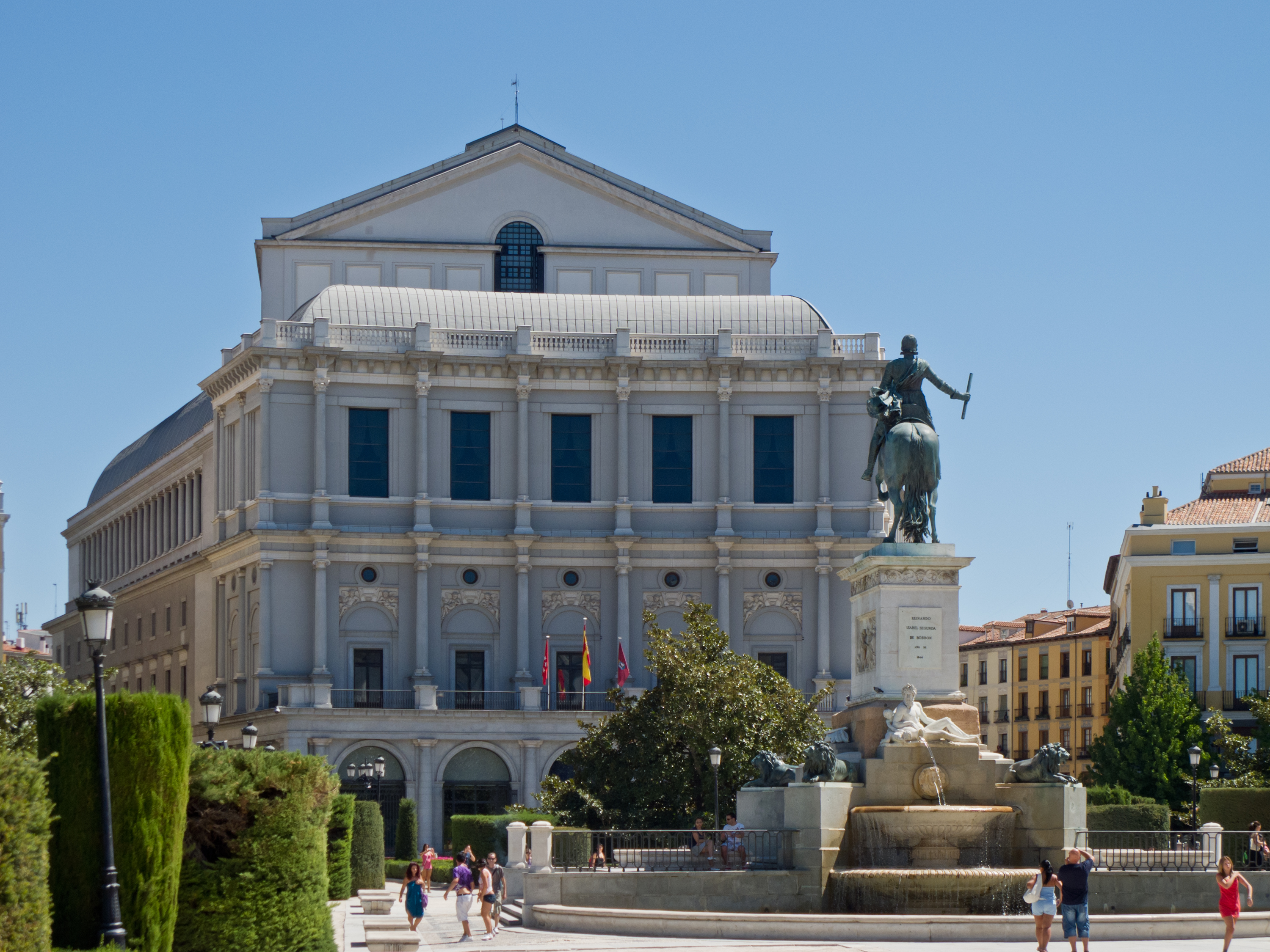
تياترو ريال مدريد - المكان المضيف لمسابقة 1969.

كان المكان الذي تم اختياره لاستضافة مسابقة عام 1969 هو تياترو ريال ، دار أوبرا تقع في مدريد . وأعيد افتتاح المسرح في عام 1966 كمسرح للحفلات الموسيقية ومكان الحفل الرئيسي للأوركسترا الوطنية الإسبانية وأوركسترا RTVE السيمفونية . وتميز ذلك اليوم بنحت معدني على خشبة المسرح أنشأه الفنان الإسباني السريالي أماديو غابينو [بالإسبانية]

## الصيغة
وكان الفنان الإسباني السريالي سلفادور دالي هو المسؤل في ذلك الوقت  عن تصميم المواد الدعائية لمسابقة عام 1969. وكانت هذه هي المرة الأولى التي حصل فيها المسابقة عن التعادل في المركز الأول ، وقد حاز جميع المتسابقين على ثمانية عشر صوتًا نظرًا لعدم وجود قاعدة في ذلك الوقت تغطي مسألة احتمالية التعادل  ، وتم إعلان فوز جميع الدول الأربعة المشتركة وتسبب ذلك في مشكلة مؤسفة تتعلق بالميداليات المقرر توزيعها على الفائزين حيث لم يكن هناك ما يكفي للتتويج، حتى أن المطربين قد حصلوا على ميدالياتهم في تلك الليلة  واما مؤلفو الأغاني  لم يتم منحهم ميدالياتهم إلا بعد عدة أيام . وكانت هذه هي المسابقة الثانية التي يتم تصويرها ونقلها بالألوان على الرغم من أن {{TVE}} لم يكن لديها معدات ملونة في ذلك الوقت وكان عليهم استئجار كاميرات تلفزيونية ملونة من شبكة {{ARD}} الألمانية. أما في إسبانيا فقد شوهد البث بالأبيض والأسود لأن أجهزة الإرسال المحلية لم تدعم الإرسال اللوني. لم تصل معدات أرشفة البث في الوقت المناسب ، لذلك لم يكن لدى {{TVE}}سوى نسخة بالأبيض والأسود من المسابقة حتى تم اكتشاف نسخة ملونة في أرشيف {{NRK}}.

## الدول المشاركة
وكانت النمسا غائبة عن المسابقة رسميًا لأنهم لم يتمكنوا من العثور على ممثل مناسب ،ولكن ترددت شائعات بأنهم رفضوا المشاركة في مسابقة أقيمت في إسبانيا التي يحكمها فرانكو. شاركت ويلز لأول مرة مع إذاعة اللغة الويلزية BBC Cymru ، و أيضاَ قامت باختيار وطني يسمى Cân i Gymru ولكن في النهاية تقرر أنهم لن يلتحقوا في المسابقة وتم رفض مشاركتهم لأن ويلز ليست دولة ذات سيادة . ولكن إذاعة بي بي سي هي صاحبة الحق الحصري في تمثيل المملكة المتحدة .

### القادة الموسيقين
وكان لكل عرض قائد فرقة مسؤول عن الأوركسترا .
المذكورة أسمائهم أدناه:

### عودة الفنانين
| فنان              | دولة      | السنة (السنوات) السابقة |
| ----------------- | --------- | ----------------------- |
| سيو مالمكفيست     | ألمانيا   | 1960 للسويد             |
| روموالد           | لوكسمبورغ | 1964 لموناكو            |
| سيمون دي أوليفيرا | البرتغال  | 1965                    |
| كيرستي سباربو     | النرويج   | 1967,1965               |
| لويس نيفس         | بلجيكا    | 1967                    |

## لوحة النتائج
وعلى الرغم من عدم ارتكاب أي أخطاء في إعلاناتهم، فقد طلب المدقق كليفورد براون من كل من الإسبان وموناكو إعادة نتائجهم. ولم يتم إجراء أي تعديلات على التسجيل نتيجة تكرار الإعادة.

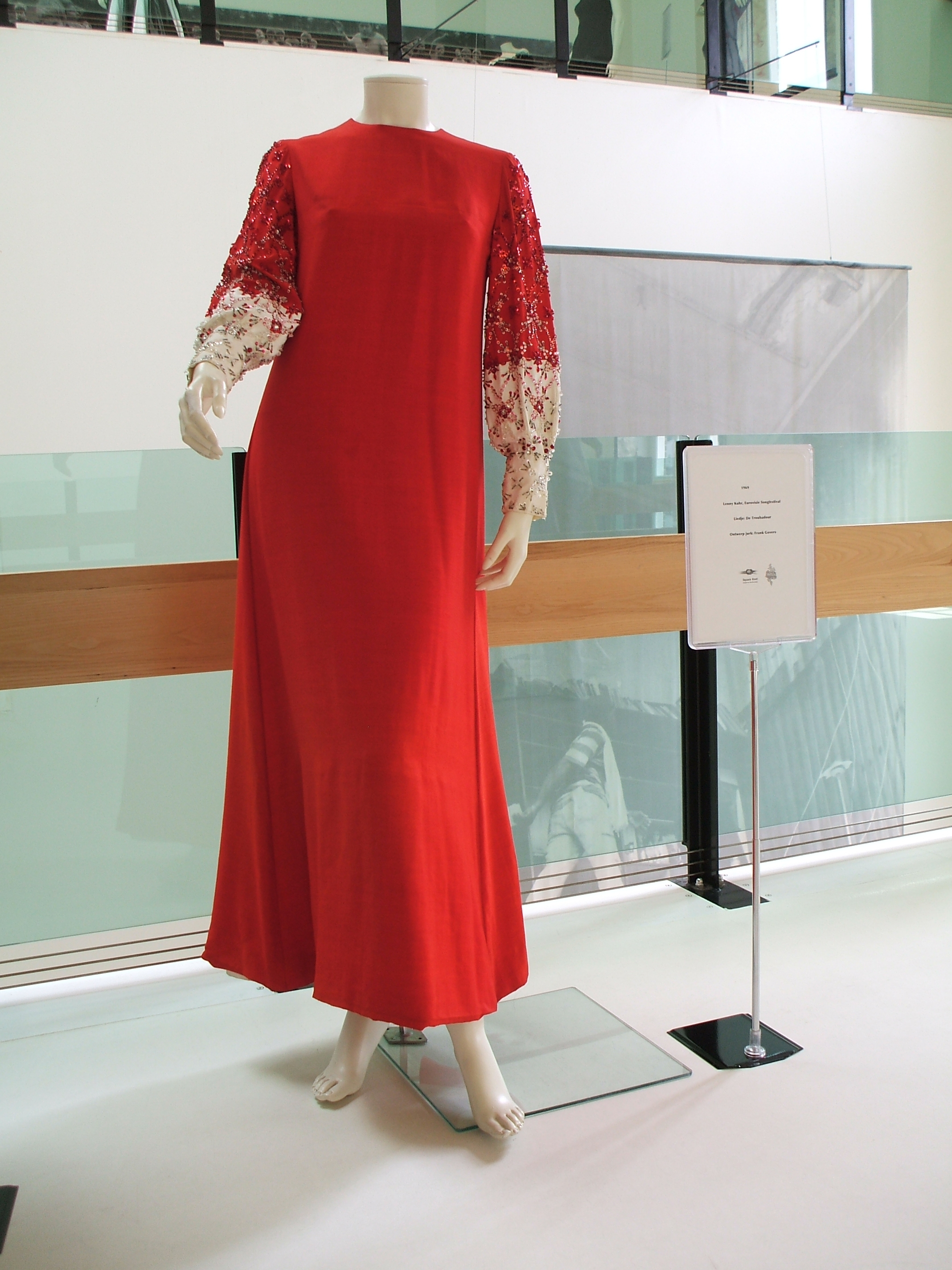
فستان ليني كوهر

### المتحدثون الرسميين
الترتيب المدرج أدناه هو الذي تم التصويت به خلال مسابقة عام 1969 جنبًا إلى جنب مع المتحدث الرسمي الذي كان مسؤولاً عن الإعلان عن نتائج الأنتخابات لبلدهم.

## البث
اعطى كل مذيع وطني تعليقه على المسابقة من أجل توفير تغطية للمسابقة بلغتهم الأم .
| دولة             | الإذاعات              | المعلقون  | المراجع |
| ---------------- | --------------------- | --------- | ------- |
| البرازيل         | TV Tupi               | غير معروف |         |
| تشيلي            | Canal 9               | غير معروف |         |
| تشيكوسلوفاكيا    | ČST                   | غير معروف |         |
| ألمانيا الشرقية  | Deutscher Fernsehfunk | غير معروف |         |
| المجر            | RTV                   | غير معروف |         |
| المكسيك          | TBC                   | غير معروف |         |
| بولندا           | TVP                   | غير معروف |         |
| بورتوريكو        | TBC                   | غير معروف |         |
| رومانيا          | TVR                   | غير معروف | 7       |
| الاتحاد السوفيتي | CT USSR               | غير معروف |         |
| تونس             | RTT                   | غير معروف | 7       |

## الروابط خارجية
- الموقع الرسمي